# ويليام دبليو. أرمسترونغ
ويليام دبليو. أرمسترونغ (بالإنجليزية: William W. Armstrong)‏ هو سياسي أمريكي، ولد في 1864، وتوفي في 20 يوليو 1944. حزبياً، نشط في الحزب الجمهوري. وقد انتخب عضو جمعية ولاية نيويورك وانتخب عضو مجلس ولاية نيويورك.